# Nat Towles
Nat Towles (New Orleans, 10 augustus 1905 – Berkeley (Californië), januari 1963) was een Amerikaanse jazzbassist en orkestleider, populair in zijn geboorteplaats New Orleans, Louisiana, Noord-Omaha, Nebraska en Chicago. Hij was ook muziekpedagoog in Austin (Texas). De Nat Towles-band wordt beschouwd als een van de grootste territoriumbands aller tijden door muzikanten die erin speelden en door anderen die het hoorden..

## Biografie
Nat was de zoon van bassist Phil 'Charlie' Towles. Hij begon zijn muzikale carrière als gitarist en violist op 11-jarige leeftijd, maar Towles stapte op 13-jarige leeftijd over naar de bas. Hij trad tijdens zijn tienerjaren op in New Orleans met de Melody Jazz Band van Gus Metcalf en speelde uiteindelijk met een aantal bands, waaronder die van Buddie Petit, Henry 'Red' Allen, Jack Carey en het Original Tuxedo Jazz Orchestra. In 1923 richtte hij The Nat Towles' Creole Harmony Kings op. Deze jazzband werd een van de prominente territoriumbands in Texas, Oklahoma, Kansas en Nebraska. In 1925 speelde hij bas voor Fate Marable en het jaar daarop formeerde hij zijn eigen band. In 1934 organiseerde Towles een groep jonge muzikanten die muziek studeerden aan het Wiley College in Austin, Texas. Towles werkte in deze periode ook in een clubcircuit in Dallas en werkte naar verluidt voor een gangster die 26 nachtclubs in de stad bezat. In deze periode werkten T-Bone Walker en Buddy Tate voor Towles.
In de jaren 1930 veranderde Towles zijn band in The Nat Towles Dance Orchestra, tekende bij de National Orchestra Service en richtte zich op swingmuziek in de jaren 1930 en 1940. In 1934 vestigde Towles zich in North Omaha, Nebraska, waar zijn band de volgende 25 jaar gestationeerd was. Met deze outfit duelleerde Towles met Lloyd Hunter om dominantie over de veelomstreden Near North Side in Noord-Omaha, waar hij enkele weken werd vastgehouden in de Dreamland Ballroom. In 1936 en 1937 hield Towles' band residentie in Omaha's Krug Park. In 1943 bleef hij ook een periode van drie maanden in de Rhumboogie Club in Chicago en later dat jaar nam hij weer zijn intrek in Omaha's Dreamland Ballroom. Billy Mitchell speelde in die periode met hem. Dat jaar speelde Towles ook vaak in New York, waaronder een optreden in het Apollo Theater. Bekende spelers in het dansorkest waren onder meer trombonist Buster Cooper en de saxofonisten Red Holloway, Buster Bennett en Preston Love. Towles bleef bands leiden gedurende de jaren 1950. In 1959 trok Towles zich terug in Californië om een bar te openen.

## Invloeden
Ondanks een uitgave van Billboard uit 1940, waarin Towles wordt vermeld als Best Patronage Reaction, heeft het werk van Towles nooit echte nationale erkenning gevonden. Hij was bang dat in de schijnwerpers dan zijn beste spelers zouden worden weggehaald. Om deze reden zijn er maar heel weinig opnamen van Nat Towles' band. In zijn rol als hun orkestleider wordt Towles gecrediteerd voor het beïnvloeden van een verscheidenheid aan muzikanten, waaronder Sir Charles Thompson en Neal Hefti, evenals de superieure saxofonisten Jimmy Heath, Oliver Nelson en Paul Quinichette. Als docent beïnvloedde Towles veel jongere muzikanten, zoals pianist Duke Groner en trombonist Buddy McLewis (ook bekend als Joe McLewis).

## Overlijden
Nat Towles overleed in januari 1963 op 57-jarige leeftijd aan de gevolgen van een hartaanval.
- International Standard Name Identifier: 0000 0000 4345 0838
- Library of Congress Control Number: no93038346
- MusicBrainz: adab2bdd-68f9-4753-bdb1-7871db72b928
- Virtual International Authority File: 31570230
- WorldCat: E39PBJdgTV9whp47GJftdJRHYP